# Ljudska stranka za svobodo in demokracijo
Ljudska stranka za svobodo in demokracijo (nizozemsko: Volkspartij voor Vrijheid en Democratie; kratica VVD) je nizozemska konservativno-liberalna oz. desnosredinska politična stranka.  
Predsednik stranke je aktualni predsednik vlade Nizozemske Mark Rutte.